# Артериовенозная мальформация
Артериовено́зная мальформа́ция  (АВМ) — патологическая связь между венами и артериями, обычно врождённая. Эта патология широко известна из-за её возникновения в центральной нервной системе, но она может сформироваться в любом месте организма, например, между лёгочным стволом и аортой (открытый артериальный проток).
Врожденная аномалия вызвана мутацией RASA1, которая наследуется по аутосомно-доминантному типу и связана с локусом CMC1 на длинном плече пятой хромосомы 5q13,3.
В артерио-венозных мальформациях, чаще всего, отсутствует капиллярная сеть, вследствие чего осуществляется прямое шунтирование крови из артериального бассейна в систему поверхностных и глубоких вен.
Основные механизмы патологического влияния артерио-венозной мальформации на головной мозг:
- Разрыв патологически изменённых сосудов клубка или аневризм артерий, питающих АВМ.
- Хроническая недостаточность кровообращения, вызванная артериовенозным шунтированием.
- Синдром прорыва нормального перфузионного давления.

## Артериовенозные мальформации центральной нервной системы
Артериовенозные мальформации (АВМ) головного и спинного мозга являются относительно нечасто встречающейся нозологической формой, способной, однако, вызывать тяжелые неврологические расстройства и смерть. Хотя в большинстве случаев заболевание проявляется внутричерепным или спинальным кровоизлиянием, эпилептическими припадками, прогрессирующие миелопатией, совершенствование методов диагностики приводит к возрастанию частоты диагностики АВМ центральной нервной системы на доклинической стадии. В последнее десятилетие существенное усовершенствование претерпели методы хирургического лечения больных АВМ, возможности внутрисосудистой окклюзии мальформаций, доступность радиохирургии. Существуют рекомендации по диагностике и лечению АВМ, построенные на анализе опубликованных в открытой печати исследований по проблемам лечения больных АВМ.

## Клиника артериовенозных мальформаций головного мозга
1. Геморрагический тип течения заболевания — в 50—70 % случаев. Для этого типа течения характерно наличие у больного артериальной гипертензии, небольшой размер узла мальформации, дренаж её в глубокие вены, а также АВМ задней черепной ямки.
2. Торпидный тип течения, характерен для больных с АВМ больших размеров, локализацией её в коре, кровоснабжение ветвями средней мозговой артерии.

Геморрагический тип:
В 50 % случаев является первым симптомом проявления АВМ, что обусловливает летальный исход у 10—15 % (при аневризмах до 50 %) и инвалидизацию 20—30 % больных.
Ежегодный риск кровоизлияния из АВМ составляет 1,5—3 %. В течение первого года после кровоизлияния риск повторного — 6 % и увеличивается с возрастом.
В течение жизни повторное кровоизлияние случается у 34 % больных, выживших после первого, а среди перенёсших второе (летальность до 29 %) — 36 % страдают от третьего.
Кровотечение из АВМ является причиной 5—12 % всей материнской смертности, 23 % всех внутричерепных кровоизлияний у беременных.
Картина субарахноидального кровоизлияния наблюдается у 52 % больных.
У 47 % пациентов возникают осложненные формы кровоизлияния: с формированием внутримозговых (38 %), субдуральных (2 %) и смешанных (13 %) гематом, гемотампонада желудочков развивается у 47 %.
Торпидный тип:
Судорожный синдром (у 26—67 % больных с АВМ)
Кластерные головные боли.
Прогрессирующий неврологический дефицит, как и при опухолях головного мозга.

## Признаки и симптомы
Симптомы АВМ могут варьироваться от полного отсутствия до сильной боли или кровотечения, и они могут привести к другим серьёзным проблемам со здоровьем. Симптомы, которые сильно различаются по степени тяжести, могут включать:
- Судороги. Приступы могут быть фокальными (то есть затрагивают небольшую часть мозга) или генерализованными (распространенными), сопровождающимися судорогами.
- Головная боль. Головные боли могут сильно различаться по частоте, иногда становясь такими же сильными, как мигрень.
- Визуальные проблемы. Потеря части поля зрения, неспособность контролировать движение глаз или отёк части зрительного нерва.
- Мышечная слабость.
- Проблемы с речью или пониманием языка (афазия).
- Проблемы с движением. Потерю координации (атаксия), нарушение походки.
- Онемение, покалывание или спонтанная боль.

## Диагностика АВМ
Для диагностики такого заболевания сосудов, как артериовенозная мальформация, применяют различные способы диагностики.
- Ангиография
- КТ-ангиография
- МР-ангиография
- УЗ-доплерография

## Лечение
В основном поддаётся лечению методами эндоваскулярной хирургии.
Принципы оказания хирургической помощи больным с АВМ.
1. Полноценное лечение больных с АВМ требует возможности проведения трёх основных вариантов лечения — хирургического, эмболизации, радиохирургического.
2. Решение о лечебной тактике и хирургическое вмешательство на АВМ должен осуществлять хирург, имеющий личный опыт в этой области.
3. При обсуждении вопроса о показаниях к активным методам лечения больных с АВМ исходят из соотношения риска спонтанного течения заболевания и риска осложнений того или иного способа лечения.
4. Основная задача любого вида вмешательства является полная облитерация мальформации для профилактики внутричерепных кровоизлияний.

## Степень радикальности различных методов лечения АВМ
- Хирургическое лечение — технически осуществима радикальная экстирпация АВМ объёмом до 100 мл.
- Эмболизация — радикальное выключение АВМ из кровотока возможно у 10—40 % больных, в остальных случаях — облитерация АВМ происходит на 15—75 %.
- Радиохирургическое лечение — возможна полная облитерация СМ диаметром менее 3 см у 85 % больных (на протяжении 2 лет).

В настоящее время активно применяются комбинированные методы лечения (эмболизация + хирургия и/или радиохирургия и др. комбинации). Это позволяет значительно снизить риск осложнений и увеличить радикальность вмешательства.